# 原不動滝
原不動滝（はらふどうだき）は、兵庫県宍粟市波賀町原にある滝。日本の滝百選の一つ。
名瀑の宝庫である氷ノ山後山那岐山国定公園を代表する名瀑で、1969年（昭和44年）発行の国定公園シリーズ切手の図案に採用された。

## 概要
揖保川の支流で、竹呂山 (1,129m) を源流とする引原川支流の八丈川流域にある。落差88mを3段に分かれて落下する男滝と、男滝の最下段部の滝壺で合流する女滝が左脇にある。滝見用の吊り橋「奥かえで橋」が掛かっており、ここから滝を眺められる。駐車場より滝までの遊歩道途中には滝の名の由来となった「不動堂」がある。
周囲は波賀不動滝公園となっており、原不動滝森林公園の名称でひょうごの森百選に定められている。滝の周囲は原生林となっており、モミの針葉樹や、ブナ、モミジなどの落葉樹が多く秋には紅葉の名所となる。公園内には宿泊・温泉施設「楓香荘（ふうかそう）（2020年〈令和2年〉5月閉館）」やキャンプ場がある。https://www.city.shiso.lg.jp/shisetsu/kanko/1387183746102.html

## 交通アクセス
- JR姫路駅より神姫バス山崎行き終点下車、所要1時間20分。神姫バス原または戸倉行きに乗り換え「原」停留所下車、所要40分、バス停より徒歩30分。4月～11月の土・日・祝日は山崎より神姫バス楓香荘行きあり。楓香荘から徒歩10分。
- 車の場合は国道29号「道の駅はが」より北へ約100mの分岐を西に入り約0.8km、駐車場（無料）あり。駐車場より徒歩10分。

## 周辺
- 波賀城
- 音水渓谷
- 赤西渓谷
- 天滝渓谷
- 瀞川渓谷
- 瀞川平
- 猿尾滝